# Ludrová
Ludrová (hongrois : Nemesludrova) est un village de Slovaquie situé dans la région de Žilina.

## Histoire
La première mention écrite du village date de 1461.

## Démographie

### Évolution de la population
| Année:               | 1994. | 2004.   | 2014.   | 2024.   |
| -------------------- | ----- | ------- | ------- | ------- |
| Nombre de personnes: | 955   | 982     | 999     | 994     |
| Différence:          |       | +2,82 % | +1,73 % | -0,50 % |

| Année:               | 2023. | 2024.   |
| -------------------- | ----- | ------- |
| Nombre de personnes: | 981   | 994     |
| Différence:          |       | +1,32 % |